# Чёрная Мэрайя
Чёрная Мэрайя (англ. Black Mariah, настоящее имя — Мэрайя Диллард англ. Meriah Dillard) — злодей, появляющийся в комиксах, опубликоваемых Marvel Comics. Персонаж обычно изображается как враг Люка Кейджа. Она была создана Билли Грэмом, Джорджом Туском и Стивом Энглехартом. Её первое появление состоялось в Luke Cage: Hero for Hire Vol. 1, #5 (январь 1973).
Элфри Вудард сыграла Мэрайю Диллард в телесериале «Люк Кейдж», входящем в Кинематографическую вселенной Marvel.

## История публикации
Чёрная Мэрайя впервые появилась в Luke Cage: Hero for Hire #5 (январь 1973) и была создана Джорджом Туском и Стивом Энглехартом.

## Биография
Мэрайя Диллард была лидером банды Нью-Йорка преступников называющихся «Крысиная стая». Их основным источником криминальной активности пользовался угон машины скорой помощи, чтобы забрать тела недавно умерших, а затем забирали все ценные вещи, которые они имели на их телах. Во время одной из таких краж, вдова одной из жертв наняла Люка Кейджа (кто был на месте убийства), чтобы найти тело её мужа. Люк Кейдж находит убежище Чёрной Мэрайи. это привело к столкновению между Мэрайей и её людей против Люка. Люк Кейдж победил Мэрайю и её соратников и сдал их в полицию.
Через какое-то время в тюрьме, чёрный Мэрайя начала наркобизнес предприятия. Она является основным дистрибьютором препарата под названием кислоты З мощный препарат, который бы в конечном итоге сделать своим пользователям стать сумасшедшим и зачастую самоубийственно. Когда кокаин попал в руки Люка Кейджа друга Д. У. Гриффита, энергетик отправился на поиски своего старого друга в то время как его напарник Железный Кулак разыскал основного дистрибьютора и закрыть его. «Железный кулак» нашёл укрытие Чёрной Мэрайи; однако, он также узнал, что она наняла специального попечителя как защиту: старого врага Железного Кулака Ятаганома. Люк Кейдж вступил с Железным Кулаком в бой после изучения участия его старого недруга в распределении лекарств. Герои по найму расправляются с Мэрайей и Ятаганом, сминая их операцию с Лекарством и отправляя обоих жуликов в полицию.
Чёрная Мэрайя показана в 2016 возобновленном Power Man and Iron Fist. она объединяется с бывшими героями по найму секретарь Дженнифером «Белый Дженни» Роиссием в снимая Гробовщика империю.
Чёрная Мэрайя позже появляется как член Алекса Уайлдерса Нового Прайда.

## Силы и способности
В то время как Чёрная Мэрайя не имеет сил, её вес составляет 400 кг. Может ударить с большой силой. Её боевой опыт показывает, что она может поймать своих врагов врасплох.

## Вне комиксов

Э́лфри Ву́дард в роли Мэрайи Диллард в телесериале «Люк Кейдж»

Мэрайя Диллард является антагонистом в телесериале от Netflix Люк Кейдж, которую сыграла Элфри Вудард. она является в Нью-Йорке советником и двоюродной сестрой брата контрабандиста Корнелла «Щитомордника» Стоукса, который финансирует политические кампании. Они двое являются внуками Гарлемского криминального лорда «Мамы» Мейбл Стоукс. Хотя Мэрайя пытается избежать участия в делах Щитомордника и его одержимость Люком Кейджем в конечном счете приводит крах её политической кампании. Щитомордник снисходительно называет Марию «Чёрной Марией» в одном из своих многочисленных экранных аргументов, что провоцирует её бросить бокал мартини на него. Позже во время противостояния в Раю Гарлема, она избивает его до смерти микрофоном, когда он обвиняет её, что она соблазняла её дядю Пита. В конечном счете, с помощью Шейдса, Мэрайя отводит смерть брата на Люка Кейджа. После ареста Даймондбека, Мэрайя, Шейдс переводят смерть Щитомордника на него, пока говорит Люку настоящее имя на телевидении достаточное для службы судебных приставов США, чтобы вернуть его в тюрьму Сигейт. К концу сезона, Мэрайя работает в Гарлеме преступного мира из Гарлема Рай при вступлении в отношения с Шейдсем.